# Resolution ES-10/26 der UN-Generalversammlung
Die Resolution A/RES/ES-10/26 der Generalversammlung der Vereinten Nationen ist eine Resolution der Zehnten Dringlichkeitssitzung der UN-Generalversammlung, die am 11. Dezember 2024 mit 158 Ja-Stimmen, 9 Nein-Stimmen und 13 Enthaltungen angenommen wurde. 13 Staaten nahmen an der Abstimmung nicht teil.

## Inhalt
Die Resolution
- fordert eine sofortige, bedingungslose und dauerhafte Waffenruhe und die sofortige Freilassung aller Geiseln
- verlangt die Freilassung aller willkürlich festgehaltenen Personen
- verlangt ferner den sofortigen Zugang der Zivilbevölkerung im Gazastreifen zu Grundversorgung und humanitärer Hilfe
- verlangt, dass die Parteien alle Bestimmungen der Resolution 2735 durchführen
- bekräftigt das Festhalten an der Zweistaatenlösung mit dem Gazastreifen als Teil des palästinensischen Staates